# Скиданова Ганна Олексіївна
Ганна Олексіївна Скиданова (рос. Анна Алексеевна Скиданова; нар. 24 жовтня 1987, Саратов, РРСФР, СРСР) — російська акторка театру, кіно та телебачення.

## Життєпис
Ганна Скиданова народився 24 жовтня 1987 року в Саратові. У 2004 році закінчила ліцей гуманітарних наук в Саратові. 
2012 року Ганна Скиданова закінчила Російський інститут театрального мистецтва, майстерню Сергія Проханова .

## Фільмографія
- 2018 — «Золота Орда» — Стеша
- 2017 — «Комісарша» — Люся
- 2016 — «Катерина. Взлет» — коханка Орлова
- 2015 — «Милий Ганс, дорогий Петро» — подруга Зойка
- 2015 — «Жінка в золотом» — гостя на весіллі
- 2014 — «Москва ніколи не спить» — медсестра
- 2014 — «Катерина» — Чоглокова
- 2014 — «Інший берег» — Вероніка, бухгалтерка
- 2014 — «Місяць» — Ольга
- 2014 — «Геркулес» — заможна афінянка
- 2014 — «Москва ніколи не спить»
- 2013 — «Янгол чи демон» — Ліза / Аліса
- 2013 — «Дуже страшне кіно 5» — епізодична роль
- 2012-2013 — «Не плач по мені, Аргентина!» — Ольга
- 2012 — «Міцний шлюб» — Зіна
- 2011-2012 — «Закрита школа» — Поліна Мальцева, вчитель хореографії
- 2011 — «Чоловік у мені» — Кіра
- 2011 — «Метод Лаврової» — Віка
- 2008-2010 — «Маргоша» — різні епізодичні ролі